# Aplosonyx gancuicus
Aplosonyx gancuicus (лат.) — вид жуков-листоедов рода Aplosonyx из подсемейства козявки (Galerucinae, Chrysomelidae). Распространен в Юго-Восточной Азии (Ганьсу, Китай). Мелкие жуки (длина тела 6 мм). Этот вид можно отличить от других китайских видов по надкрыльям с широкой чёрной полосой сбоку, которая тянется вдоль бокового края каждого надкрылья, и тремя чёрными пятнами с каждой стороны от шва. Голова, антенны, переднеспинка, щитик, ноги и вентральная поверхность тела чёрные, надкрылья жёлтые, каждый надкрылий с широкой чёрной полосой и тремя чёрными пятнами. Щитик треугольный, покрыт мелкой пунктировкой. Голова маленькая, лобные бугорки отчётливые, усики тонкие, доходят до середины каждого надкрылья, в целом три базальных антенномера блестящие, антенномер 2 самый короткий, антенномер 3 длиннее антенномера 2, антенномер 4 самый длинный и длиннее антенномеров 2 и 3 вместе взятых. Пронотум шире головы, почти в 2 раза шире её длины.